# کوه گرما
کوه گرما (تاجیکی: Қуллаи Гармо) کوهی از پامیر در تاجیکستان، آسیای مرکزی، با بلندای ۶۵۹۵ تا ۶۶۰۲ متر است.
در شرق کوه گرما یخچالی بزرگ به نام فدچنکو قرار دارد که بزرگ‌ترین یخچال جهان در خارج از مناطق قطبی است. نزدیکترین سکونت‌کاه به آن پای‌مزار در پانزده کیلومتر جنوب در ارتفاع ۲۷۸۵ متری است.

## فرهنگ عمومی
کوه گرما یکی از شش کوه بازی آلپاینر بود که برای رایانه Texas Instruments TI-99 / 4A ساخته شده‌است.